# اوسترهاوت
شهر اوسترهاوت (به هلندی: Oosterhout) در برابانت شمالی در کشور هلند واقع شده‌است. جمعیت این شهر ۵۳٫۷۸۷ نفر  است.